# Carmen Ionescu (gymnastique)
Pour les articles homonymes, voir Carmen Ionescu et Ionescu.
Carmen Ionescu est une gymnaste artistique roumaine, née le 22 novembre 1985 à Bucarest.

## Biographie
Elle a remporté la médaille d'argent par équipes aux Championnats d'Europe junior en 2000, puis le titre par équipes en senior lors des Championnats du monde en 2001.

## Palmarès

### Championnats du monde
- Gand 2001
  -  médaille d'or au concours général par équipes